# فرانکوپ
فرانکوپ (به آلمانی: Hamburg-Francop) یک منطقهٔ مسکونی در آلمان است که در Harburg واقع شده‌است. فرانکوپ ۶۳۴ نفر جمعیت دارد.